# Qatar Open 2025
Qatar Total Open 2025, cunoscut și sub numele de Qatar TotalEnergies Open, a fost un turneu profesionist de tenis feminin care s-a disputat pe terenuri cu suprafețe dure. A fost cea de-a 23-a ediție a evenimentului și un turneu de nivel WTA 1000 în Circuitul WTA 2025. Are loc la complexul internațional de tenis și squash din Doha, Qatar, între 9 și 15 februarie 2025.

## Campioni

### Simplu feminin
Pentru mai multe informații consultați Qatar Open 2025 – Simplu

### Dublu feminin
Pentru mai multe informații consultați Qatar Open 2025 – Dublu

## Puncte și premii în bani

### Distribuția punctelor
| Probă  | C    | F   | SF  | QF  | Runda 3 | Runda 2 | Runda 1 | Q   | Q2  | Q1  |
| Simplu | 1000 | 650 | 390 | 215 | 120     | 65      | 10      | 30  | 20  | 2   |
| Dublu  | 1000 | 650 | 390 | 215 | 120     | 10      | N/A     | N/A | N/A | N/A |

### Premii în bani
| Probă  | C         | F         | SF        | QF       | Runda 3  | Runda 2  | Runda 1  | Q2       | Q1      |
| Simplu | 597.000 $ | 351.801 $ | 181.400 $ | 83.470 $ | 41.600 $ | 23.500 $ | 16.900 $ | 10.074 $ | 5.270 $ |
| Dublu* | 154.160 $ | 86.710 $  | 46.570 $  | 24.090 $ | 13.650 $ | 9.100 $  | N/A      | N/A      | N/A     |

*per echipă